# القنطرة (مارانهاو)
القنطرة (بالبرتغالية: Alcântara‏) هي بلدية برازيلية في ولاية مارانهاو. يبلغ عدد سكان المدينة 22،112 (في 2020) وتبلغ مساحتها 1458 كم2. تقع البلدية على بعد 30 كم من عاصمة الولاية ساو لويس.